# Arcidiocesi di Fermo

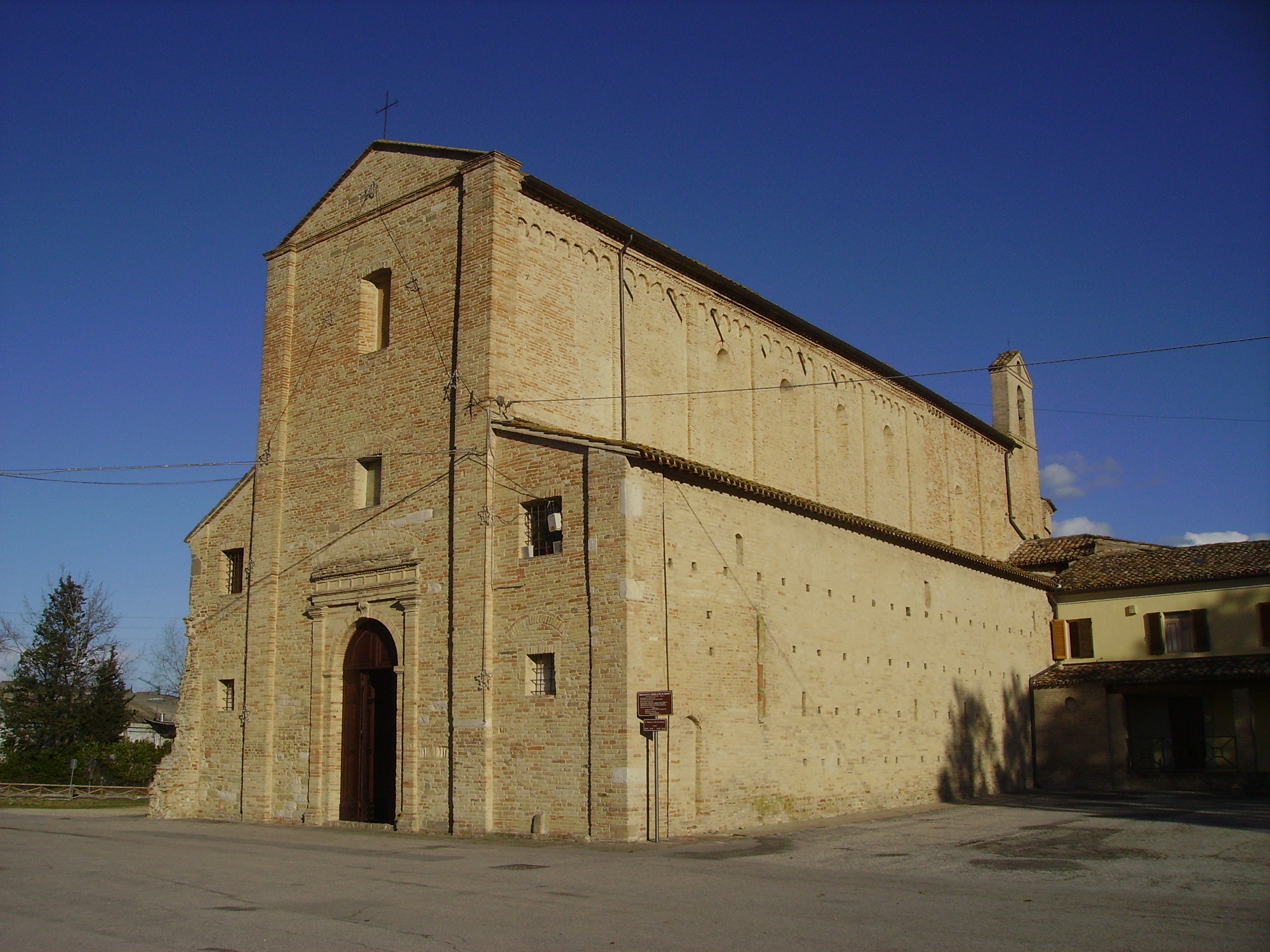
Il santuario della Santissima Annunziata di Montecosaro, edificato nel 1125, monumento nazionale dal 1902.

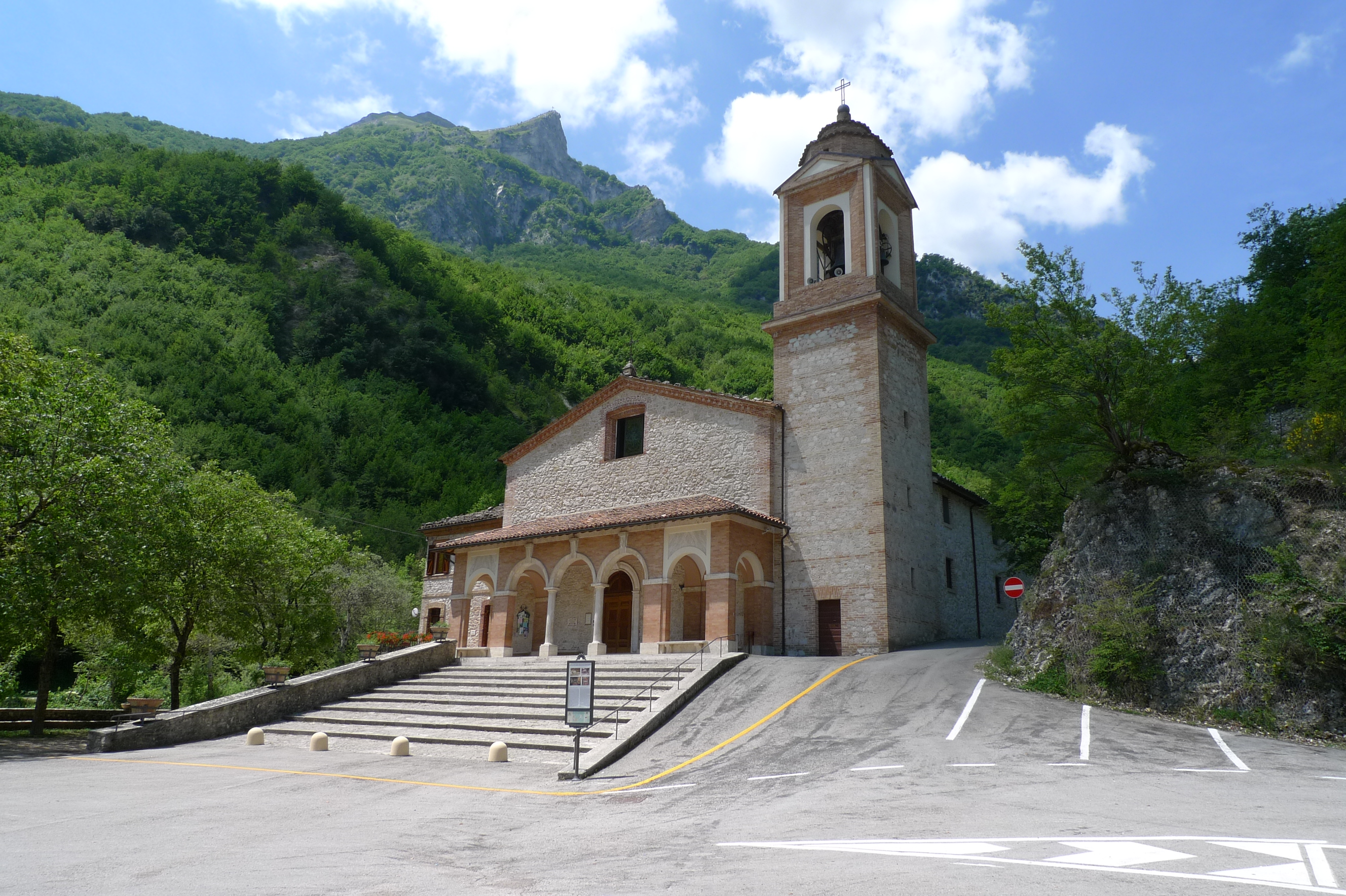
Il santuario della Madonna dell'Ambro a Montefortino.

L'arcidiocesi di Fermo (in latino Archidioecesis Firmana) è una sede metropolitana della Chiesa cattolica in Italia appartenente alla regione ecclesiastica Marche. Nel 2023 contava 257.734 battezzati su 282.049 abitanti. È retta dall'arcivescovo Rocco Pennacchio.

## Territorio
L'arcidiocesi comprende 58 comuni di tre province marchigiane:
- 39 comuni in provincia di Fermo, e cioè Altidona, Amandola, Belmonte Piceno, Campofilone, Falerone, Fermo, Francavilla d'Ete, Grottazzolina, Lapedona, Magliano di Tenna, Massa Fermana, Monsampietro Morico, Montappone, Monte Giberto, Monte Rinaldo, Monte San Pietrangeli, Monte Urano, Monte Vidon Combatte, Monte Vidon Corrado, Montefalcone Appennino, Montefortino, Montegiorgio, Montegranaro, Monteleone di Fermo, Monterubbiano, Montottone, Moresco, Ortezzano, Pedaso, Petritoli, Ponzano di Fermo, Porto San Giorgio, Porto Sant'Elpidio, Rapagnano, Santa Vittoria in Matenano, Sant'Elpidio a Mare, Servigliano, Smerillo, Torre San Patrizio;[1]
- 13 comuni in provincia di Macerata: Civitanova Marche, Corridonia, Gualdo (in parte)[2], Loro Piceno, Mogliano, Montecosaro, Monte San Giusto, Monte San Martino, Morrovalle, Penna San Giovanni, Petriolo, Potenza Picena, Sant'Angelo in Pontano;
- 6 comuni in provincia di Ascoli Piceno, di cui la totalità del territorio comunale di Carassai, Massignano e Montefiore dell'Aso, e in parte quelli di Comunanza[3], Palmiano[4] e Roccafluvione[5].

Sede arcivescovile è la città di Fermo, dove si trova la cattedrale metropolitana di Santa Maria Assunta.

### Vicarie e unità pastorali
L'arcidiocesi si estende su 1.319 km² ed è la più popolosa delle 13 diocesi marchigiane. È costituita da 123 parrocchie, raggruppate in 9 vicarie e 20 unità pastorali:
- vicaria di Amandola: unità pastorali di Amandola, Servigliano e Ville d'Ascoli;
- vicaria di Civitanova Marche: unità pastorali di Civitanova Marche e Potenza Picena;
- vicaria di Corridonia: unità pastorali di Corridonia e Mogliano;
- vicaria di Fermo: unità pastorali di Fermo est e Fermo ovest;
- vicaria di Montegiorgio: unità pastorali di Montegiorgio, Grottazzolina e Torre San Patrizio;
- vicaria di Montegranaro: unità pastorali di Montegranaro e Montecosaro;
- vicaria di Pedaso: unità pastorali di Pedaso e Petritoli;
- vicaria di Porto San Giorgio: unità pastorali di Porto San Giorgio e Lido di Fermo;
- vicaria di Sant'Elpidio a Mare: unità pastorali di Sant'Elpidio a Mare e Porto Sant'Elpidio.

### Provincia ecclesiastica
La provincia ecclesiastica di Fermo, oltre alla sede metropolitana, comprende anche le seguenti suffraganee:
- diocesi di Ascoli Piceno
- arcidiocesi di Camerino-San Severino Marche
- diocesi di Macerata
- diocesi di San Benedetto del Tronto-Ripatransone-Montalto.

## Storia
Secondo la tradizione, la diocesi di Fermo sarebbe stata eretta nel III secolo e la fondazione della Chiesa è legata alla memoria di due santi martiri, della metà del secolo, Alessandro e Filippo, la cui esistenza storica è tuttavia, secondo alcuni autori, priva di ogni fondamento storico. Alcuni indizi monumentali attesterebbero una sua esistenza nel IV secolo: la cripta della cattedrale conserva un sarcofago paleocristiano che si fa risalire a questo secolo; inoltre scavi archeologici condotti sotto il pavimento della cattedrale hanno portato alla luce resti di una chiesa degli inizi del V secolo, che si ipotizza possa essere stata la cattedrale della diocesi fermana.
I primi vescovi di Fermo storicamente documentati risalgono agli ultimi decenni del VI secolo. Il primo è Fabio, vissuto nel 580, menzionato in una lettera di Gregorio Magno scritta al suo successore Passivo nel 598, che fu destinatario di altre lettere del medesimo pontefice nel 601 e nel 602. Tra i successivi vescovi fermani si possono ricordare: Gioviano, che figura tra i padri che presero parte al concilio lateranense indetto da papa Martino I nel 649 per condannare l'eresia monotelita; Lupo e Giso, che furono presenti a concili indetti a Roma dai pontefici rispettivamente nell'826 e nell'844; Eodicio, destinatario nell'879 di una lettera di papa Giovanni VIII, che lo incaricava di indagare su un caso di monacazione forzata avvenuto nella diocesi di Teramo.
Dalla fine del X secolo la cronotassi episcopale fermana si fa più continua e regolare. Sono da menzionare i vescovi Udalrico (1057-1074), in rapporto con san Pier Damiani per l'attuazione della riforma gregoriana nella diocesi; Balignano (1145-1167), che aderì allo scisma dell'antipapa Vittore IV; Presbitero (1184-1202), «personaggio di grande spessore religioso e culturale, compagno di studi e amico di Thomas Becket». Nel 1176 le truppe comandate da Cristiano arcivescovo di Magonza, che sostenevano l'imperatore contro il papa, incendiarono la cattedrale. Già l'anno successivo papa Alessandro III promosse la ricostruzione della cattedrale con il breve Cum iam pridem.
Secondo le Rationes decimarum Marchiae, nella seconda metà del XIII secolo la diocesi fermana comprendeva 167 chiese e 15 pievi, dato che «evidenzia il lavoro di penetrazione cristiana e di evangelizzazione delle popolazioni». Nello stesso secolo arrivarono in diocesi i francescani, i domenicani e gli agostiniani.
Nel primo quarto del XIV secolo acri discordie fra i canonici di Fermo, ai quali spettava il diritto di elezione del vescovo, provocarono problemi nella successione vescovile. Dopo la morte di Alberico Visconti dovette intervenire papa Giovanni XXII nominando nel 1317 un amministratore apostolico, che morì l'anno dopo. Allora il capitolo diviso elesse tre diversi contendenti, Francesco, un ufficiale della curia romana, Rinaldo e Giacomo, due canonici di Fermo. La controversia si risolse con la rinuncia di Giacomo e con la morte di Rinaldo.
Il 18 novembre 1320 la diocesi di Fermo cedette una porzione del suo territorio a vantaggio dell'erezione della diocesi di Macerata.
Nel 1327 scoppiò a Fermo una sedizione, in cui i sostenitori dell'antipapa Niccolò V incendiarono la cancelleria vescovile. Reagì con fermezza papa Giovanni XXII, che scaglio l'interdetto sulla città e la spogliò dell'onore vescovile. In seguito riservò per sé il diritto di elezione di tutti i vescovi della Marca Fermana e Anconitana, ponendo fine ai secolari privilegi del capitolo. Nel 1332 dopo che i rivoltosi ebbero giurato obbedienza al papa, l'interdetto fu rimosso e la diocesi fu ristabilita.
Il vescovo Antonio de Vetulis aderì al partito dell'antipapa Clemente VII e nel 1385 fu deposto dal legittimo papa Urbano VI, ma nel 1390 divenne vescovo per la seconda volta.
La cronotassi dei vescovi fermani si complica a causa dello scisma d'Occidente e della divisione della cristianità occidentale in tre obbedienze distinte. Gli autori, tra cui Gams, Cappelletti ed Eubel, hanno ognuno una loro propria cronotassi episcopale e non sempre è chiara la successione dei vescovi, anche per l'omonimia di molti di loro.
Tra i principali riformatori ed attuatori delle decisioni del concilio di Trento si devono ricordare Lorenzo Lenzi (1544-1571) e il cardinale Felice Peretti Montalto (1571-1577), futuro papa Sisto V, che operarono soprattutto tramite accurate visite pastorali e numerosi sinodi diocesani; nel sinodo del 1564, furono poste le basi per l'istituzione del seminario vescovile. L'opera di riforma della diocesi fu proseguita con più decisione nel secolo successivo, durante il quale i vescovi «posero mano alla formazione culturale e spirituale del clero, alla promozione della vita religiosa e alla istruzione catechistica del popolo, alla creazione di numerose e diffuse istituzioni assistenziali e caritative».
Il 1º agosto 1571 la diocesi di Fermo cedette una porzione del suo territorio a vantaggio dell'erezione della diocesi di Ripatransone. Il 24 novembre 1586 altre porzioni di territorio furono cedute per costituire la nuova diocesi di Montalto. Queste perdite territoriali furono compensate il 24 maggio 1589 con l'elevazione di Fermo ad arcidiocesi metropolitana con la bolla Universis orbis ecclesiis di papa Sisto V. La nuova provincia ecclesiastica comprendeva le diocesi di Macerata e Tolentino (unite aeque principaliter), Ripatransone, Montalto e San Severino.
Durante il Settecento, la sede fermana fu occupata da soli cinque arcivescovi. Tra questi sono da menzionare Alessandro Borgia (1724-1764), erudita e letterato, che per primo mise ordine all'archivio storico diocesano e restaurò il palazzo arcivescovile; Urbano Paracciani Rutili (1764-1777), che pose mano al contestatissimo rifacimento della cattedrale gotica in forme neoclassiche, opera portata a termine dal successore Andrea Minucci nel 1789. Cesare Brancadoro (1803-1837), per la sua opposizione al regime napoleonico, fu esiliato e rimase lontano dalla diocesi per nove anni, dal 1808 al 1817; inoltre nel 1825 fu colpito da cecità totale, che gli impedì di esercitare le sue funzioni pastorali.

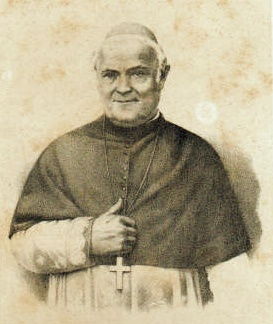
Il cardinale Filippo de Angelis, arcivescovo di Fermo del 1842 al 1877.

Per oltre cinquant'anni, nella seconda metà dell'Ottocento, l'arcidiocesi fermana fu retta da due cardinali, Filippo de Angelis (1842-1877) e Amilcare Malagola (1877-1895). Il primo fu attivamente impegnato nel collegio cardinalizio durante il pontificato di Pio IX; fu arrestato due volte, nel 1849, per ordine della repubblica romana, e nel 1860 per ordine di Cavour; particolare impegnò dedicò al seminario arcivescovile, che riformò con l'introduzione di un nuovo programma di studi.
L'inizio del Novecento fu segnato dal caso di Romolo Murri, sacerdote fermano, fautore del modernismo teologico, che ebbe largo seguito nell'arcidiocesi e che fu energicamente contrastato dall'arcivescovo Carlo Castelli (1906-1933): «In questa vicenda Castelli fu il fedele esecutore delle direttive e delle decisioni prese da Pio X. Il "caso Murri" rappresentò un terremoto per il giovane clero fermano e per il seminario; l'arcivescovo fu drastico nell'adottare provvedimenti nei confronti dei simpatizzanti di Murri. Passata la bufera, Castelli si dedicò alla riorganizzazione dell'Azione Cattolica e stimolò iniziative importanti per l'educazione religiosa della gioventù».

## Cronotassi dei vescovi
Si omettono i periodi di sede vacante non superiori ai 2 anni o non storicamente accertati.
La sede fermana si distingue per episcopati eccezionalmente lunghi. Il più longevo arcivescovo di Fermo è stato Alessandro Borgia (quasi 40 anni di episcopato), seguito da Filippo De Angelis (poco più di 35 anni), quindi Norberto Perini (poco più di 34 anni), Cesare Brancadoro (34 anni) e Giovan Battista Rinuccini con 28 anni di episcopato. Seguono Carlo Castelli e Lorenzo Lenzi con 27 anni, Andrea Minucci e Domenico Capranica con 24 anni, Nicolò Gaddi con 23, infine Cleto Bellucci (21 anni).
- Sant'Alessandro † (246 - 250 deceduto)
- San Filippo I † (251 - 253 deceduto)[12]
- Fabio † (menzionato nel 580)[13]
- Passivo † (prima del 598 - dopo il 602)[8]
- Gioviano † (menzionato nel 649)
- Marciano † (menzionato nel 675 circa)
- Gualterio † (menzionato nel 776)
- Lupo † (menzionato nell'826)[14]
- Giso † (menzionato nell'844)[15]
- Eodicio † (menzionato nell'879)[16]
- Amico  † (prima del 920 - dopo il 940)
- Gaidulfo † (prima del 960 - dopo il 977)[17]
- Uberto † (prima del 996 - dopo il 1044)[17]
- Erimanno † (prima di ottobre 1046 - 30 settembre 1056 deceduto)[17]
- Udalrico † (prima di settembre 1057 - prima del 22 dicembre 1074[18] deceduto)[17]
- Pietro I † (menzionato nel giugno 1075)[17]
- Wolfarango † (gennaio 1076 - 11 febbraio 1079 deposto)[17]
  - Ugo Candido † (prima del 25 giugno 1080 - dopo il 1089) (antivescovo)[17][19]
- W. (Ulcandino ?) † (prima del 1082 - dopo il 1086)[17]
- Azzo I † (prima del 1094 - 1096)[20]
- Grimoaldo ? † (menzionato nel 1097)[20]
- Masio ? † (menzionato nel 1103)[20]
- Azzo II † (prima del 1108 - dopo il 1119)[20]
- Guldegando ?[17] † (menzionato nel 1120 circa)
- Alessandro † (prima del 1126 - 1127)[17]
- Liberto † (prima di settembre 1128 - dopo gennaio 1145)
- Balignano † (prima di agosto 1145 - dopo il 1167)
- Pietro II † (menzionato nel 1170)
- Alberico † (menzionato nel 1174)
- Pietro III † (menzionato nel 1179)
- Presbitero † (1º aprile 1184 consacrato[21] - dopo il 1202 deceduto)
- Adenulfo † (prima di dicembre[22] 1205 - 1213 deceduto)
- Ugo † (1214 - 1216 deceduto)
- Pietro IV † (1216 - 1223 deceduto)
- Rainaldo † (22 luglio 1223 - 1227 dimesso[22])
  - Alatrino † (1228) (amministratore apostolico)
- Filippo II † (23 agosto 1229 - 24 maggio 1250 deceduto)
- Gerardo † (2 luglio 1250 - circa 1272 deceduto)
- Filippo III † (24 marzo 1273 - circa 1300 deceduto)
- Alberico Visconti † (28 febbraio 1301 - 13 luglio 1314 o 1315 deceduto)
  - Amelio di Lautrec † (23 agosto 1317 - 1318) (amministratore apostolico)
- Francesco da Mogliano † (25 settembre 1318 - 1325 deceduto)
  - Francesco de Silvestris † (21 luglio 1328 - 1334) (amministratore apostolico)
  - Vitale da Urbino, O.F.M. † (23 luglio 1328 - ?) (antivescovo)[23]
- Giacomo da Cingoli, O.P. † (11 marzo 1334 - gennaio 1348 deceduto)
- Bongiovanni † (28 gennaio 1349 - 5 aprile 1363 nominato arcivescovo di Patrasso)
- Alfonso di Tauro, O.F.M. † (5 maggio 1363 - 1370 nominato vescovo di Astorga)
- Niccolò Marciari † (1º luglio 1370 - 4 dicembre 1374 nominato vescovo di Città di Castello)
- Antonio de Vetulis † (4 dicembre 1374 - 1386 deposto)
- Angelo Pierleoni † (26 novembre 1386 - ?)
- Antonio de Vetulis † (2 febbraio 1390 - 21 luglio 1405 deceduto) (per la seconda volta)[24]
- Leonardo Fisici † (22 gennaio 1406 - 1412 deceduto)
- Giovanni Bertoldi, O.F.M. † (28 marzo 1412 - 15 dicembre 1417 nominato vescovo di Fano)[25]
  - Giacomo Migliorati † (1418 - 1425 dimesso) (amministratore apostolico)
- Domenico Capranica † (3 dicembre[22] 1425 - 8 novembre 1430 pubblicato cardinale)
  - Domenico Capranica † (8 novembre 1430 - 1432 deposto) (amministratore apostolico)
- Bartolomeo Vinci † (1432 - 11 febbraio 1434 dimesso)[26]
  - Domenico Capranica † (11 febbraio 1434 - 14 agosto 1458 deceduto) (amministratore apostolico, per la seconda volta)
- Nicola Capranica † (30 ottobre 1458 - 1473)
  - Angelo Capranica † (9 aprile 1473 - 17 giugno 1474 dimesso) (amministratore apostolico)
- Girolamo Capranica † (17 giugno 1474 - 1478 deceduto)
- Giovanni Battista Capranica † (27 luglio 1478 - 1484 deceduto)
  - Francesco Todeschini Piccolomini † (21 febbraio 1485 - 26 maggio 1494 dimesso) (amministratore apostolico)
  - Agostino Piccolomini † (26 maggio 1494 - 1496) (amministratore apostolico)
  - Francesco Todeschini Piccolomini † (1496 - 22 settembre 1503) eletto papa con il nome di Pio III) (amministratore apostolico, per la seconda volta)
- Francisco de Remolins † (1504 - 5 febbraio 1518 deceduto)
  - Giovanni Salviati † (8 febbraio 1518 - 16 ottobre 1521 dimesso) (amministratore apostolico)
- Niccolò Gaddi † (16 ottobre 1521 - 5 dicembre 1544 dimesso)
- Lorenzo Lenzi † (5 dicembre 1544 - 26 novembre 1571 deceduto)
- Felice Peretti Montalto, O.F.M.Conv. † (17 dicembre 1571 - 14 agosto 1577 dimesso, poi eletto papa con il nome di Sisto V)
- Domenico Pinelli † (14 agosto 1577 - 1584 dimesso)
- Sigismondo Zanettini † (14 gennaio 1585 - 1º ottobre 1594 deceduto)
- Ottavio Bandini † (29 giugno 1595 - 10 aprile 1606 dimesso)
- Alessandro Strozzi † (10 aprile 1606 - 11 febbraio 1621 deceduto)
- Pietro Dini † (19 aprile 1621 - 14 agosto 1625 deceduto)
- Giovanni Battista Rinuccini † (6 ottobre 1625 - 13 dicembre 1653 deceduto)
- Carlo Gualterio † (5 ottobre 1654 - 12 aprile 1668 dimesso)
- Giannotto Gualterio † (30 aprile 1668 - 13 maggio 1683 deceduto)
- Gianfrancesco Ginetti † (5 giugno 1684 - 18 settembre 1691 deceduto)
  - Sede vacante (1691-1697)[27]
- Baldassare Cenci † (20 novembre 1697 - 26 maggio 1709 deceduto)
  - Sede vacante (1709-1712)
- Girolamo Mattei Orsini † (21 novembre 1712 - 2 ottobre 1724 dimesso)
- Alessandro Borgia † (20 novembre 1724 - 14 febbraio 1764 deceduto)
- Urbano Paracciani Rutili † (9 luglio 1764 - 2 gennaio 1777 deceduto)
  - Sede vacante (1777-1779)
- Andrea Antonio Silverio Minucci † (20 settembre 1779 - 29 gennaio 1803 deceduto)
- Cesare Brancadoro † (11 luglio 1803 - 12 settembre 1837 deceduto)
- Gabriele Ferretti † (2 ottobre 1837 - 12 gennaio 1842 dimesso)
- Filippo de Angelis † (27 gennaio 1842 - 8 luglio 1877 deceduto)
- Amilcare Malagola † (21 settembre 1877 - 22 giugno 1895 deceduto)
- Roberto Papiri † (29 novembre 1895 - 31 marzo 1906 deceduto)
- Carlo Castelli, O.SS.C.A. † (14 luglio 1906 - 8 febbraio 1933 deceduto)
- Ercole Attuoni † (16 marzo 1933 - 31 maggio 1941 deceduto)
- Norberto Perini † (22 ottobre 1941 - 21 giugno 1976 ritirato)
- Cleto Bellucci † (21 giugno 1976 succeduto - 18 giugno 1997 ritirato)[28]
- Benito Gennaro Franceschetti † (18 giugno 1997 - 4 febbraio 2005 deceduto)[29]
- Luigi Conti † (13 aprile 2006 - 14 settembre 2017 ritirato)
- Rocco Pennacchio, dal 14 settembre 2017

## Statistiche
L'arcidiocesi nel 2023 su una popolazione di 282.049 persone contava 257.734 battezzati, corrispondenti al 91,4% del totale.
| anno | popolazione | popolazione | popolazione | presbiteri | presbiteri | presbiteri | presbiteri                | diaconi | religiosi | religiosi | parrocchie |
| anno | battezzati  | totale      | %           | numero     | secolari   | regolari   | battezzati per presbitero | diaconi | uomini    | donne     | parrocchie |
| ---- | ----------- | ----------- | ----------- | ---------- | ---------- | ---------- | ------------------------- | ------- | --------- | --------- | ---------- |
| 1950 | 225.250     | 225.500     | 99,9        | 377        | 304        | 73         | 597                       |         | 90        | 920       | 152        |
| 1969 | ?           | 250.360     | ?           | 202        | 85         | 117        | ?                         |         | 147       | 809       | 178        |
| 1980 | 260.000     | 270.000     | 96,3        | 363        | 261        | 102        | 716                       |         | 121       | 401       | 217        |
| 1990 | 255.715     | 272.500     | 93,8        | 328        | 238        | 90         | 779                       |         | 111       | 237       | 123        |
| 1999 | 261.284     | 264.710     | 98,7        | 277        | 202        | 75         | 943                       | 10      | 90        | 412       | 123        |
| 2000 | 267.918     | 273.016     | 98,1        | 274        | 194        | 80         | 977                       | 10      | 99        | 385       | 123        |
| 2001 | 269.227     | 274.397     | 98,1        | 265        | 192        | 73         | 1.015                     | 12      | 91        | 391       | 123        |
| 2002 | 268.302     | 273.963     | 97,9        | 274        | 194        | 80         | 979                       | 13      | 107       | 365       | 123        |
| 2003 | 268.500     | 276.373     | 97,2        | 268        | 191        | 77         | 1.001                     | 14      | 96        | 366       | 123        |
| 2004 | 269.953     | 275.589     | 98,0        | 263        | 179        | 84         | 1.026                     | 15      | 97        | 366       | 123        |
| 2006 | 278.086     | 283.423     | 98,1        | 247        | 175        | 72         | 1.125                     | 17      | 98        | 302       | 123        |
| 2013 | 283.002     | 294.002     | 96,3        | 233        | 168        | 65         | 1.214                     | 39      | 103       | 286       | 123        |
| 2016 | 273.924     | 287.049     | 95,4        | 228        | 166        | 62         | 1.201                     | 40      | 74        | 199       | 123        |
| 2019 | 271.943     | 294.807     | 92,2        | 210        | 151        | 59         | 1.294                     | 37      | 67        | 189       | 123        |
| 2021 | 264.354     | 286.337     | 92,3        | 189        | 138        | 51         | 1.398                     | 37      | 62        | 157       | 123        |
| 2023 | 257.734     | 282.049     | 91,4        | 174        | 131        | 43         | 1.481                     | 36      | 56        | 139       | 123        |